# Mimusops andongensis
Espèce
Synonymes
- Mimusops warneckei Engl.[1]

Mimusops andongensis est une espèce de plantes à fleurs de la famille des Sapotaceae et du genre Mimusops, présente en Afrique tropicale.